# Usina Nuclear de Kori
Reatores Kori 1, Kori 2, Kori 3 e Kori 4 da direita para a esquerda.
A Usina Nuclear de Kori (coreano: 고리원자력발전소, Hanja: 古里原子力發電所) é um usina de energia nuclear sul-coreana localizada em Kori, uma vila suburbana em Busan. Ela é operada pela Korea Hydro & Nuclear Power, uma subsidiária da KEPCO, que também é a proprietária da usina. O primeiro reator começou a operação comercial em 1978.
A expansão da usina iniciada em 2006 adicionou quatro novos reatores coreanos, os chamados reatores Shin Kori. O primeiro par de Shin Kori são do modelo OPR-1000, enquanto os outros dois são APR-1400s. Em novembro de 2010, a primeira unidade foi conectada e o resto dos reatores submetidos a ensaios ou estavam em construção. Mais dois APR-1400s, conhecidos como Shin Kori 5 e Shin Kori 6, estão em planejamento. No entanto, os três principais partidos de oposição para a eleição presidencial especial de 2017 comprometeram-se a parar a construção destes dois reatores, colocando seu futuro em dúvida.

## Incidentes
Em 9 de fevereiro de 2012, durante uma interrupção de reabastecimento, perda energia de fora do local (LOOP) ocorreu e o gerador a diesel de emergência (EDG) 'B' falhou ao iniciar enquanto (EDG) 'A' estava fora de serviço para manutenção programada, resultando em um blackout (SBO) na estação. A energia foi restaurada 12 minutos após o estado de blackout começar. 
O LOOP foi causado por um erro humano durante um teste de proteção do principal gerador. A incapacidade do EDG B em se ligar foi provocada por uma falha no sistema de ventilação de ar do EDG. Investigações posteriores revelaram que o utilitário não exerceu um controle adequado de distribuição elétrica de configuração para garantir a disponibilidade do Transformador Auxiliar da Estação (SAT), enquanto conduzia teste na Unidade de Transformador Auxiliar (UAT).
Após a restauração fora do local de energia através do SAT, os operadores finalmente recuperaram a refrigeração durante o desligamento ao restaurar a energia da bomba que remove calor residual do reator. Durante a perda da refrigeração por 19 minutos, o refrigerante do reator na sua parte quente teve um aumento de temperatura máxima de 37℃  para 58,3℃ (um aumento de aproximadamente 21,3℃) e a temperatura da piscina de combustível gasto aumentou ligeiramente, de 21℃ a 21.5℃.
Não houve nenhum efeito adverso sobre a segurança da usina como resultado deste evento, não houve exposição de radiação por parte dos trabalhadores e não houve liberação de materiais radioativos para o meio ambiente. No entanto, a licenciada agiu de maneira inconsistente com os requerimentos, não reportando o evento de SBO (blackout) da usina ao órgão regulatório no tempo especificado e não declarou status de alerta no evento de acordo com o plano de emergência da usina. A licenciada reportou o evento ao órgão regulador apenas depois cerca de um mês dele ter ocorrido.
Em 2 de outubro de 2012 as 8:10, Shingori 1 foi desligada depois de um sinal de aviso indicou um mau funcionamento na haste de controle do sistema. Uma investigação está em andamento para verificar a causa exata do problema.
Em junho de 2013, Kori 2 foi desligada e Kori 1 condenada a permanecer desconectada da rede elétrica, até que os cabos de controle com certificados forjados fossem substituídos. Os cabos de controle instalados nos reatores APR-1400s em construção falharam nos testes envolvendo chamas dentre outros, precisando ser substituídos e atrasando a construção em até um ano.
Em outubro de 2013, um cabo instalado em Shin Kori 3 falhou nos testes de segurança, incluindo testes de chama. A substituição por um cabo feito nos EUA em atrasou a ativação do reator, que, finalmente, entrou em operação comercial com 3 anos de atraso.

## Aparições na Mídia
No filme recém-lançado Pandora, a Usina Nuclear de Kori é a mostrada em várias cenas do filme. O longa-metragem aborda os perigos da energia nuclear na Coreia do Sul e o que ocorreria se algo desse errado.

## Reatores
Atualmente todos os reatores na central são reatores de água pressurizada.
| Nome        | Capacidade elétrica | Modelo   | Atingiu criticidade em | Operação comercial    | SSVN         | Gerador da turbina   | E-A          | Construção   |
| ----------- | ------------------- | -------- | ---------------------- | --------------------- | ------------ | -------------------- | ------------ | ------------ |
| Fase I      |                     |          |                        |                       |              |                      |              |              |
| Kori-1      | 576 MW              | WH-60    | 06/1977                | 04/1978               | Westinghouse | GEC Turbines (Rugby) | Gilbert      | Westinghouse |
| Kori-2      | 640 MW              | WH-F     | 04/1983                | 07/1983               | Westinghouse | GEC Turbines (Rugby) | Gilbert      | Westinghouse |
| Kori-3      | 1011 MW             | WH-F     | 01/1985                | 09/1985               | Westinghouse | GEC Turbines (Rugby) | Bechtel      | Hyundai      |
| Kori-4      | 1012 MW             | WH-F     | 10/1985                | 04/1986               | Westinghouse | GEC Turbines (Rugby) | Bechtel      | Hyundai      |
| Fase II     |                     |          |                        |                       |              |                      |              |              |
| Shin Kori-1 | 997 MW              | OPR-1000 | 06/2010                | 02/2011               | KHNP/KEPCO   | Doosan               | KOPEC        | Hyundai      |
| Shin Kori-2 | 997 MW              | OPR-1000 | 12/2011                | 07/2012               | KHNP/KEPCO   | Doosan               | KOPEC        | Hyundai      |
| Shin Kori-3 | 1383 MW             | APR-1400 | 12/2015                | 12/2016               | KHNP/KEPCO   | Doosan               | KOPEC        | Hyundai      |
| Shin Kori-4 | 1340 MW             | APR-1400 | -                      | 2018/09 (expectativa) | KHNP/KEPCO   | Doosan               | KOPEC        | Hyundai      |
| Shin Kori-5 | 1340 MW             | APR-1400 | -                      | Desconhecido          | Desconhecido | Desconhecido         | Desconhecido | Desconhecido |
| Shin Kori-6 | 1340 MW             | APR-1400 | -                      | Desconhecido          | Desconhecido | Desconhecido         | Desconhecido | Desconhecido |